# Nianchre
Nianchre war ein altägyptischer Beamter der 4. oder 5. Dynastie. Er trug zahlreiche Titel, wovon Vorsteher aller königlichen Arbeiten der wichtigste war. Bei dem Titel Königssohn handelt es vermutlich um eine Rangbezeichnung und er war nur „Titularprinz“. Strudwick hingegen hält es für möglich, dass er tatsächlich ein gebürtiger Königssohn war.
Nianchre ist von seinem Felsgrab G 8130 auf dem Central Field in Gizeh bekannt. Es liegt südwestlich des Felsgrabes G 8154 (LG 89) des Sechemkare, südöstlich der Chephren-Pyramide sowie des Feldgrabes G 8140 des Niuserre und nordöstlich des Felsgrabes G 8090 (LG 90) des Debehen. Das Grab ist zum Teil aus dem Fels gehauen, hat eine Kultkapelle und eine unterirdische Grabkammer. Auf einem Türsturz befindet sich ein Bild des Beamten, sowie eine lange Liste seiner Titel. Die Grabkammer war beraubt, enthielt aber noch zahlreiche Modellgefäße.
Die Datierung Nianchres ist strittig. Baud datiert ihn an das Ende der vierten, den Beginn der fünften Dynastie. Strudwick ordnet ihn der frühen fünften Dynastie und Jánosi frühestens der Mitte der fünften Dynastie zu. Laut Porter/Moss datiert er möglicherweise in die fünfte Dynastie.